# Rosario Ferré
Rosario Ferré (ur. 28 września 1938 w Ponce, zm. 18 lutego 2016 w San Juan) – portorykańska pisarka, poetka i eseistka.
Rosario Ferré pochodzi z jednej z najbardziej wpływowych portorykańskich rodzin. Jej ojciec, Luis Ferré był w latach 1969–1973 gubernatorem Portoryko. Kształciła się w Stanach Zjednoczonych, studiowała w Manhattanville College. Pracowała jako korektor oraz publicysta w różnych czasopismach. W 1977 obroniła doktorat na University of Maryland. Następnie była wykładowcą na University of Puerto Rico.
W Polsce ukazała się powieść Dom nad laguną (The House on the Lagoon 1995, polskie wyd. P.I.W., seria Współczesna Proza Światowa 1998), pierwsza książka Ferré napisana po angielsku. 
Dom jest sagą rodzinną spisaną przez kobietę. Założyciel rodu, hiszpański dorobkiewicz Bonawentura Mendizabal, pojawił się na Portoryko w drugiej dekadzie XX wieku i wżenił w miejscową śmietankę towarzyską. Burzliwe dzieje jego rodziny stają się częścią historii Portoryko, terytorium stowarzyszonego z USA i nieustannie wstrząsanego politycznymi, kulturowymi oraz rasowymi konfliktami.